# Carmen Valido Pérez
Carmen Valido Pérez (Ingenio, 14 de julio de 1963) es una política española, diputada por Podemos en el Congreso durante la XII legislatura de España.

## Biografía
Diplomada en Ingeniería Técnica de Obras Públicas por la Universidad de Las Palmas de Gran Canaria, especialidad Construcciones Civiles, y Graduada en Ingeniería Civil por la Universidad Católica San Antonio. Su trayectoria profesional se ha centrado en ordenación del territorio, en concreto disciplina urbanística, medioambiental y protección del territorio; ha trabajado en el Cabildo de Gran Canaria y en Gesplan, y actualmente es empleada de la Agencia de Protección del Medio Urbano y Natural del Gobierno de Canarias. A nivel político, pertenece al Consejo Insular de Podemos y en 2016 fue elegida diputada por Las Palmas en el Congreso.